# Blastodacna
Blastodacna är ett släkte av fjärilar som beskrevs av Maximilian Ferdinand Wocke 1876. Blastodacna ingår i familjen märgmalar, Parametriotidae. Enligt Catalogue of Life är familjetillhörigheten istället  Agonoxenidae. Enligt Dyntaxa är Agonoxenidae en äldre Synonym till Parametriotidae.

## Dottertaxa tillBlastodacna, i alfabetisk ordning[2][1]
| Blastodacna atra          |  | Apelmärgmal     |  |  |
| Blastodacna bicristatella |  |                 |  |  |
| Blastodacna cinnamomina   |  |                 |  |  |
| Blastodacna erebopis      |  |                 |  |  |
| Blastodacna hellerella    |  | Hagtornsmärgmal |  |  |
| Blastodacna libanotica    |  |                 |  |  |
| Blastodacna placendiella  |  |                 |  |  |
| Blastodacna putripennella |  |                 |  |  |
| Blastodacna pyrigalla     |  |                 |  |  |
| Blastodacna sublustris    |  |                 |  |  |
| Blastodacna vinolentella  |  |                 |  |  |

## Bildgalleri

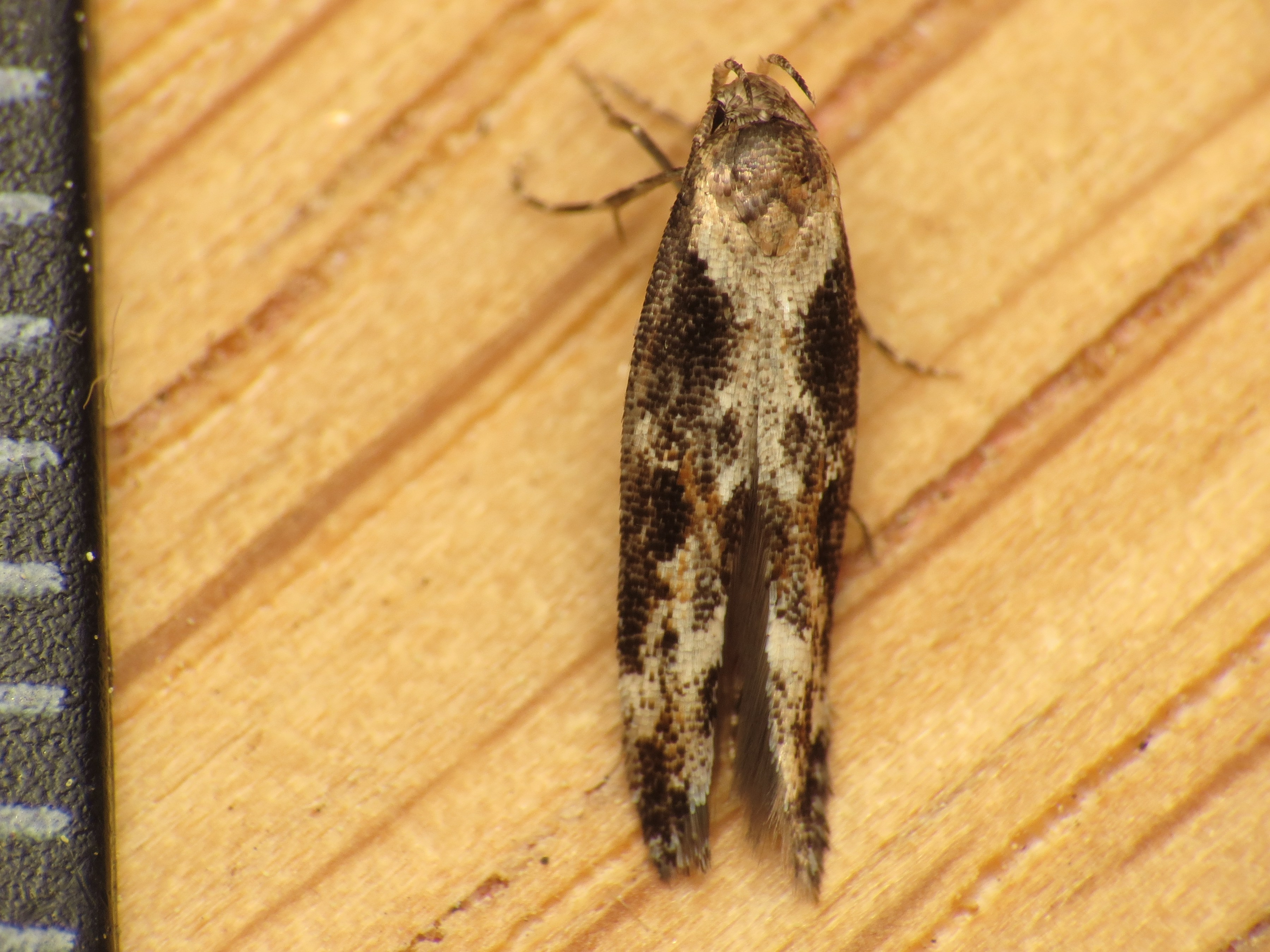
Apelmärgmal, Anarsia euphorodes, Imago
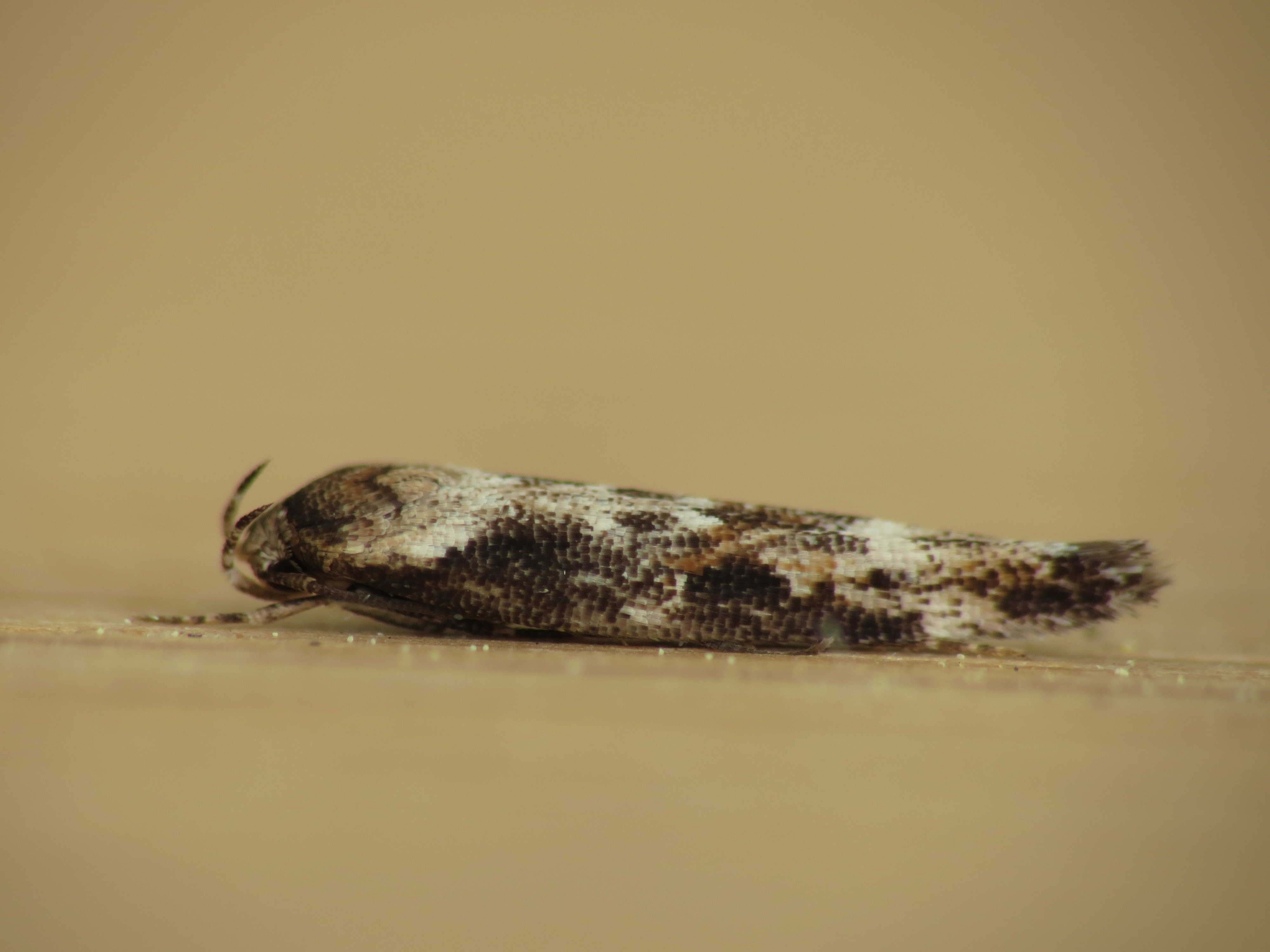
Apelmärgmal, Anarsia euphorodes, Imago
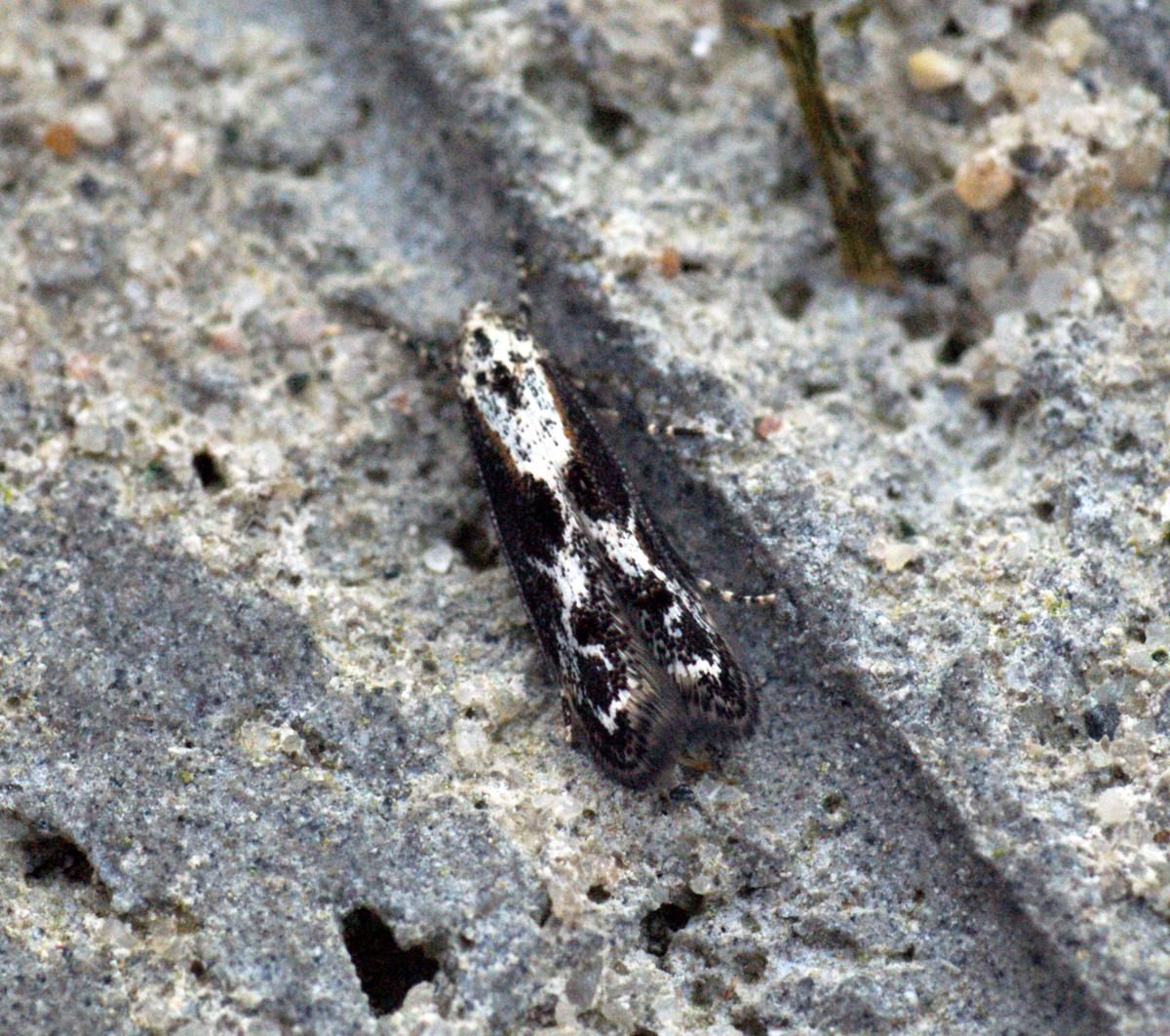
Hagtornsmärgmal, Blastodacna hellerella, Imago
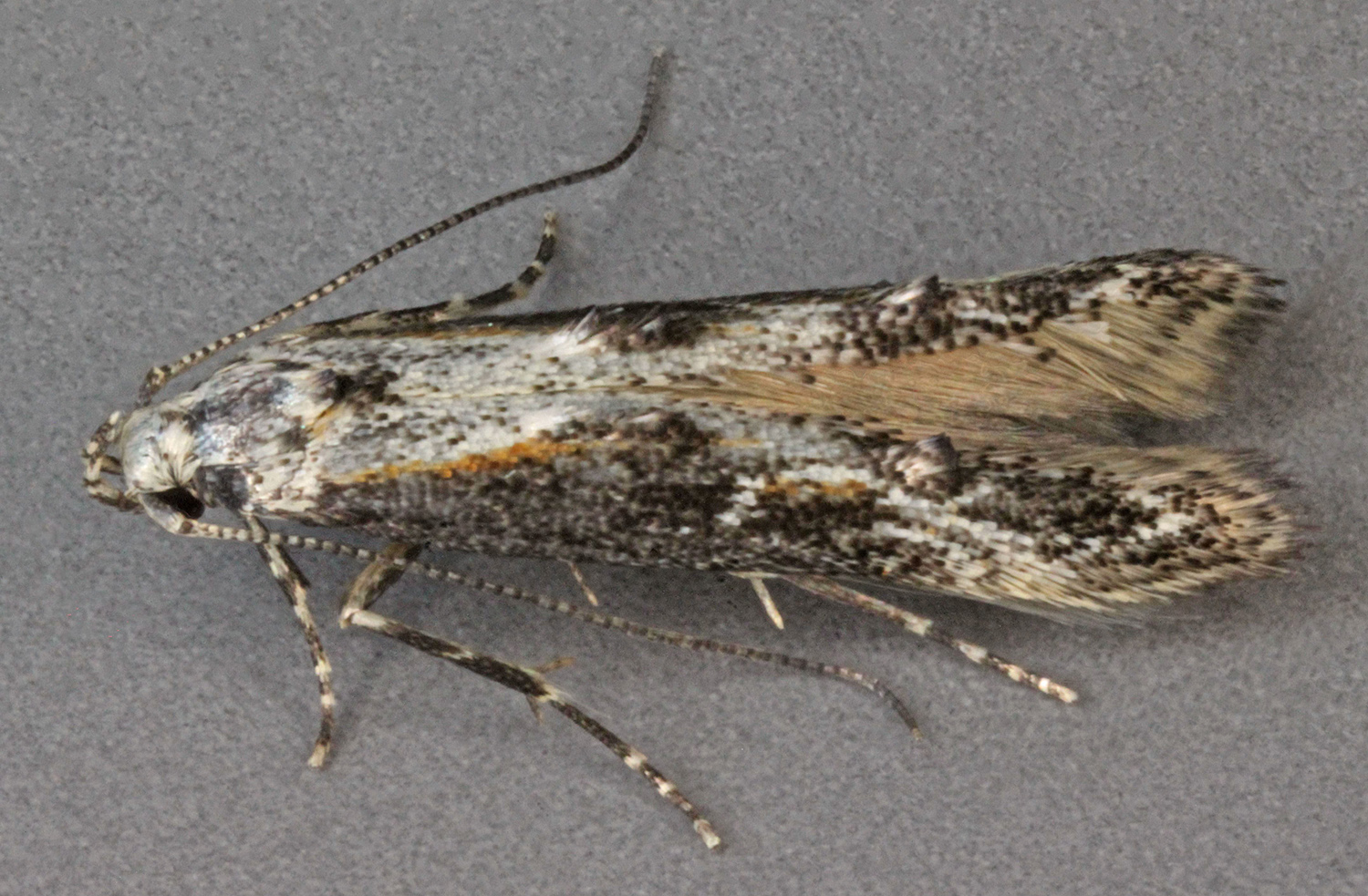
Hagtornsmärgmal, Blastodacna hellerella, Imago